# Plombierita
La plombierita és un mineral de la classe dels silicats, que pertany al supergrup de la tobermorita. Rep el nom per la localitat de Plombières-les-Bains, a França, la seva localitat tipus.

## Característiques
La plombierita és un silicat de fórmula química [Ca₄Si₆O₁₆(OH)₂·2H₂O]·(Ca·5H₂O). És una espècie aprovada per l'Associació Mineralògica Internacional, redefinida l'any 2014. Es tracta d'un membre no classificat del supergrup de la tobermorita, sent la fase més hidratada del grup.
Segons la classificació de Nickel-Strunz, la plombierita pertany a «09.DG - Inosilicats amb 3 cadenes senzilles i múltiples periòdiques» juntament amb els següents minerals: bustamita, ferrobustamita, pectolita, serandita, wol·lastonita, wol·lastonita-1A, cascandita, clinotobermorita, riversideïta, tobermorita, foshagita, jennita, paraumbita, umbita, sørensenita, xonotlita, hil·lebrandita, zorita, chivruaïta, haineaultita, epididimita, eudidimita, elpidita, fenaksita, litidionita, manaksita, tinaksita, tokkoïta, senkevichita, canasita, fluorcanasita, miserita, frankamenita, charoïta, yuksporita i eveslogita.

## Formació i jaciments
Va ser descoberta al municipi de Plombières-les-Bains, al departament de Vosges (Gran Est, França). També ha estat descrita a Àustria, Alemanya, el Regne Unit, Itàlia, Hongria, Romania, Israel, Rússia, la República Popular de la Xina, el Japó, Austràlia i els Estats Units.